# Ourisia pulchella
Ourisia pulchella är en grobladsväxtart som beskrevs av Hugh Algernon Weddell. Ourisia pulchella ingår i släktet Ourisia och familjen grobladsväxter. Inga underarter finns listade i Catalogue of Life.